# Kazimierz Jezierski
Kazimierz Jan Jezierski (ur. 14 stycznia 1946 w Grodźcu) – polski polityk, poseł na Sejm PRL VIII i IX kadencji.

## Życiorys
W latach 1958–1962 działał w Związku Harcerstwa Polskiego, w okresie 1961–1970 w Związku Młodzieży Socjalistycznej, a w latach 1964–1970 w Zrzeszeniu Studentów Polskich. W 1970 uzyskał tytuł magistra inżyniera technika górniczego na Politechnice Śląskiej. Od 1970 pracował w Głównym Instytucie Górnictwa w Katowicach jako stażysta, potem asystent naukowo-badawczy. Od 1971 był nadsztygarem urządzeń hydraulicznych w Kopalni Węgla Kamiennego „Andaluzja”. W 1973 wstąpił do Polskiej Zjednoczonej Partii Robotniczej. I sekretarz OOP, członek Plenum Komitetu Zakładowego i Komitetu Miejskiego PZPR. W latach 1980–1984 był radnym Wojewódzkiej Rady Narodowej w Katowicach. W 1981 został posłem na Sejm PRL VIII kadencji w okręgu Bytom z ramienia PZPR. Był członkiem komisji sejmowych: Górnictwa, Energetyki i Chemii; Pracy i Spraw Socjalnych; Do Spraw Samorządu Pracowniczego Przedsiębiorstw oraz Górnictwa, Energetyki i Wykorzystania Zasobów Naturalnych. W 1985 ponownie uzyskał mandat posła. W Sejmie IX kadencji zasiadał w Komisji Górnictwa i Energetyki oraz w Komisji Odpowiedzialności Konstytucyjnej. Został członkiem Towarzystwa Przyjaźni Polsko-Radzieckiej, Polskiego Czerwonego Krzyża, Polskiego Towarzystwa Turystyczno-Krajoznawczego oraz do Stowarzyszenia Inżynierów i Techników Górnictwa.

## Odznaczenia
- Krzyż Kawalerski Orderu Odrodzenia Polski (1985)
- Srebrny Krzyż Zasługi (1982)
- Brązowy Krzyż Zasługi (1978)
- Medal 40-lecia Polski Ludowej (1985)
- Odznaka „Zasłużony w Rozwoju Województwa Katowickiego”